# Ковальов Станіслав Сергійович
Ковальов Станіслав Сергійович (нар. 20 серпня 1991) — український спортсмен, академічний веслувальник, срібний призер літньої Універсіади у Казані.

## Біографія
На літній Універсіаді, яка проходила з 6-о по 17-е липня у Казані, Станіслав предсталяв Україну в академічному веслуванні у дисципліні двійка парна легка вага. та завоював срібну нагороду разом із Ігорем Хмарою.
У попередніх запливах вони посіли друге місце (7:04.18) пропустивши вперед команду з Австрії. Друге місце дозволило змагатись у втішному запливі за вихід до фіналу. Там українці показали перший час (6:48.60), що дозволило вийти до фіналу. У фіналі наша команда ще покращила результат до 6:43.11, але цей час дозволилив посісти лише друге місце. Чемпіонами стали австрійці (6:40.37), бронзові нагороди у італійців (6:45.49).
Через два роки, на Універсіаді в Кванджу, також виграв срібну медаль.
У 2021 році його екіпаж з Ігорем Хмарою виграв кваліфікаційну регату на Олімпійські ігри. Цей екіпаж став єдиним українським екіпажем, який пройшов кваліфікацію. На Олімпійських іграх спортсмени посіли третє місце у фінал B, та у підсумку стали дев'ятими.
У 2022 році здобув найбільше досягнення у кар'єрі, ставши бронзовим призером чемпіонату світу.

## Спортивні результати
| Рік  | Змагання                                                  | Місце проведення                 | LM2x      | LM2x  | LM4x      | LM4x  |
| Рік  | Змагання                                                  | Місце проведення                 | Результат | Місце | Результат | Місце |
| ---- | --------------------------------------------------------- | -------------------------------- | --------- | ----- | --------- | ----- |
| 2012 | Чемпіонат Європи                                          | Варезе, Італія                   | 6:32.66   | 6     | Н/Д       | Н/Д   |
| 2013 | Чемпіонат Європи                                          | Севілья, Іспанія                 | 7:02.43   | 10    | Н/Д       | Н/Д   |
| 2013 | Чемпіонат світу                                           | Чхунджу, Південна Корея          | 6:40.56   | 10    | Н/Д       | Н/Д   |
| 2014 | Чемпіонат Європи                                          | Белград, Сербія                  | 6:29.08   | 13    | Н/Д       | Н/Д   |
| 2014 | Чемпіонат світу                                           | Амстердам, Нідерланди            | 6:20.36   | 14    | Н/Д       | Н/Д   |
| 2015 | Чемпіонат світу                                           | Егбелетт-ле-Лак, Франція         | 6:38.50   | 19    | Н/Д       | Н/Д   |
| 2016 | Чемпіонат Європи                                          | Бранденбург-на-Гафелі, Німеччина | 6:50.21   | 9     | Н/Д       | Н/Д   |
| 2016 | Європейська та фінальна олімпійська кваліфікаційна регата | Люцерн, Швейцарія                | 6:34.31   | 7     |           |       |
| 2016 | Чемпіонат світу                                           | Роттердам, Нідерланди            | Н/Д       | Н/Д   | 6:28.63   | 4     |
| 2017 | Чемпіонат Європи                                          | Рачице, Чехія                    | 6:28.45   | 11    | Н/Д       | Н/Д   |
| 2017 | Чемпіонат світу                                           | Сарасота, США                    | 6:23.03   | 9     | Н/Д       | Н/Д   |
| 2018 | Кубок світу II                                            | Оттенсхайм, Австрія              | 6:27.91   | 11    | Н/Д       | Н/Д   |
| 2018 | Чемпіонат Європи                                          | Глазго, Шотландія                | 6:28.42   | 6     | Н/Д       | Н/Д   |
| 2018 | Чемпіонат світу                                           | Пловдив, Болгарія                | 6:25.72   | 10    | Н/Д       | Н/Д   |
| 2019 | Чемпіонат Європи                                          | Люцерн, Швейцарія                | 6:33.55   | 16    | Н/Д       | Н/Д   |
| 2019 | Чемпіонат світу                                           | Оттенсхайм, Австрія              | 6:29.85   | 20    | Н/Д       | Н/Д   |
| 2020 | Чемпіонат Європи                                          | Познань, Польща                  | 6:33.57   | 6     | Н/Д       | Н/Д   |
| 2021 | Чемпіонат Європи                                          | Варезе, Італія                   | 6:28.72   | 6     | Н/Д       | Н/Д   |
| 2021 | Європейська олімпійська кваліфікаційна регата             | Варезе, Італія                   | 6:23.70   | 1     | Н/Д       | Н/Д   |
| 2021 | Олімпійські ігри                                          | Токіо, Японія                    | 6:16.92   | 9     | Н/Д       | Н/Д   |
| 2022 | Кубок світу I                                             | Белград, Сербія                  | 6:24.44   | 5     | Н/Д       | Н/Д   |
| 2022 | Кубок світу II                                            | Познань, Польща                  | 6:30.24   | 6     | Н/Д       | Н/Д   |
| 2022 | Чемпіонат Європи                                          | Мюнхен, Німеччина                | 6:55.54   | 6     | Н/Д       | Н/Д   |
| 2022 | Чемпіонат світу                                           | Рачице, Чехія                    | 6:19.53   | 3     | Н/Д       | Н/Д   |
| 2023 | Чемпіонат Європи                                          | Блед, Словенія                   | 6:20.80   | 5     | Н/Д       | Н/Д   |

## Державні нагороди
- Орден Данила Галицького (25 липня 2013) — за досягнення високих спортивних результатів на XXVII Всесвітній літній Універсіаді в Казані, виявлені самовідданість та волю до перемоги, піднесення міжнародного авторитету України[5]